# Ceratium furca
Ceratium furca là một loài trùng lông hai roi (Dinoflagellata) biển. Loài này có cơ thể dài 70-200 µm và rộng 30-50 µm.

## Phân bố
Ceratium furca được tìm thấy trên toàn thế giới.

## Phân loài
- Ceratium furca eugrammum
- Ceratium furca furca[3]